# دعني ادخل (فلم)
دعني ادخل (بالإنجليزية: Let Me In) هو فيلم رعب رومانسي أمريكي بريطاني عام 2010  تأليف وإخراج مات ريفيس وبطولة كودي سميت ماكفي، كلوي غريس موريتز، إلياس كوتياس، وريتشارد جينكينز. إنها نسخة جديدة من الفيلم السويدي لعام 2008 دع الشخص الصحيح يدخل. يحكي الفيلم قصة صبي يبلغ من العمر 12 عامًا تعرض للتنمر وتكوين صداقة مع طفلة مصاصة دماء في لوس ألاموس، نيو مكسيكو، خلال أوائل الثمانينيات بدأ الاهتمام بإنتاج نسخة باللغة الإنجليزية من دع الشخص الصحيح يدخل في عام 2007 قبل وقت قصير من طرحه للجمهور في عام 2008، استحوذت شركة هامر فيلم للإنتاج على حقوق التعديل الإنجليزي وعرضت في البداية على توماس ألفريدسون، مخرج الفيلم السويدي، فرصة الإخراج وهو ما رفضه. ثم تم توقيع ريفز لتوجيه وكتابة السيناريو. أجرى ريفيس عدة تغييرات على النسخة الإنجليزية مثل تغيير الإعداد من ستوكهولم إلى نيو مكسيكو وإعادة تسمية الشخصيات الرئيسية. ذكر منتجو الفيلم أن نيتهم كانت إبقاء الحبكة مشابهة للأصل، مع جعلها في متناول جمهور أوسع بدأ التصوير الرئيسي في أوائل نوفمبر 2009، وانتهى في يناير 2010. قدرت ميزانية الفيلم بـ 20 دولارًا مليون.
تم عرض فيلم دع الشخص الصحيح يدخل لأول مرة في مهرجان تورونتو السينمائي الدولي في 13 سبتمبر 2010، وتم إصداره في أمريكا الشمالية في 1 أكتوبر 2010. تم وضع الفيلم على قائمة العشرة الأوائل للعديد من النقاد. لاحظه العديد من النقاد على أنه إعادة إنتاج نادرة لهوليوود بقيت وفية للأصل، بينما انتقدها آخرون لكونها مشتقة للغاية من الفيلم السويدي. حصل الفيلم على 24 دولارًامليون دولار في إيرادات شباك التذاكر في جميع أنحاء العالم، منها 12 دولارًامليون دولار في الولايات المتحدة وكندا. فازت موريتز بالعديد من الجوائز عن أدائها مع النقاد الذين أشادوا بالكيمياء على الشاشة مع نجمتها، سميت ماكفي. تم إصدار دع الشخص الصحيح يدخل على أقراص دي في دي وبلو راي في أمريكا الشمالية في 1 فبراير 2011، وفي المملكة المتحدة في 14 مارس 2011. مسؤول الكتاب الهزلي مسلسل برقول بعنوان اسمحوا لي في: مفترق الطرق أفرج عنه بعد الفيلم الذي يحدد طوابق الخلفي من آبي وينتهي حيث يبدأ الفيلم المسرحي.

## قصة الفيلم
في مارس 1983، في لوس ألاموس - نيو مكسيكو، نُقل رجل مشوه إلى المستشفى. يحاول محقق شرطة مجهول استجوابه حول جريمة قتل حدثت مؤخرًا بينما يرد المحقق على مكالمة خارج الغرفة، يقفز الرجل المشوه من النافذة، تاركًا وراءه ملاحظة تقول: «أنا آسف آبي». قبل أسبوعين، رأى أوين وهو صبي غير سعيد وحيد يبلغ من العمر 12 عامًا وأهمله والديه المطلقان، فتاة صغيرة حافية القدمين تدعى آبي ورجل أكبر سناً ينتقلون إلى المنزل المجاور. في المدرسة، يقوم مراهق متنمر يدعى كيني واثنان من أصدقائه بإرهاب أوين باستمرار، الذي يكذب على والدته بشأن ذلك، لكنه يخبر آبي بالحقيقة. تشجعه آبي على الانتقام وتتعهد بحمايته.يصبح أوين وآبي صديقين مقربين ويبدآن التواصل عن طريق رمز مورس عبر جدران شققهما. يختطف توماس، رفيق آبي مراهقًا محليًا ويستنزف دمه في إبريق، فقط لإراقة كل محتوياته عن طريق الخطأ. يتضور آبي جوعاً ويهاجم جاره ويشرب دمه ويقتله ويجبر توماس على التخلص من جسده.في ليلة لاحقة، اختبأ توماس في مؤخرة سيارة أخرى، ولكن تم اكتشافه. في الصراع الذي أعقب ذلك، تسقط السيارة في حفرة وتنقلب المحاصرين، توماس يصب تتركز حامض الكبريتيك على وجهه، مما يجعل ملامحه التعرف عليها وبذلك ظهر قصة المشهد الأول. تتعلم آبي ما حدث وتزور توماس في المستشفى، ويسمح لها بشرب دمه قبل أن يسقط ليموت في تلك الليلة، أيقظت آبي أوين، وأصر على أنه دعاها لفظيًا. تقضي الليلة في سريره وتوافق على أن تكون صديقته في اليوم التالي، يذهب فصل أوين للتزلج على الجليد على نهر. عند محاصرته من قبل المتنمرين، ضرب أوين كيني بعمود معدني، مما أدى إلى شق أذنه اليسرى. في نفس اللحظة، لاحظ الطلاب جثة الجار مغطاة بالجليد.
لاحقًا، يحاول أوين عقد اتفاق دم مع آبي عند رؤية الدم، تكشف آبي عن شكل مصاص دماء لها وتهرب وتتغذى على جار آخر. في الليلة التالية، اعترفت آبي لأوين بأنها مصاصة دماء وأن توماس لم يكن والدها. يكتشف أوين صورة قديمة لها مع توماس عندما كان صبيًا صغيرًا. خائفًا، يريد أوين المغادرة، لكن آبي أوقفته ولم يستجب لمطالبه بالسماح له بالخروج. يترك أوين أخيرًا بعد أن سأل آبي عما ستفعله به يتسلل أوين لقضاء الليل في آبي. في الصباح، اقتحم المحقق طريقه إلى شقة آبي ووجدها نائمة، إلا أن أوين يشتت انتباهه. آبي تستيقظ وتهاجم المخبر وتقتله. آبي تخبر أوين أنها ستضطر لمغادرة المدينة يتشاركان قبلة وهو يشاهدها باكية وهي تدخل سيارة أجرة وتغادرأثناء فصل السباحة، نصب كيني وجيمي وأصدقاؤهم كمينًا لأوين وبدأوا في إغراقه، فقط ليتم قطع أوصاله من قبل آبي في اليوم التالي، أوين يغادر المدينة على متن قطار، مسافرًا بصندوق كبير. من الداخل تم التنصت على رسالة في شفرة مورس. يبتسم أوين وينقر على رد.

## طاقم التمثيل
- كودي سميت-ماكفي كـ أوين، تلميذ يبلغ من العمر 12 عامًا تعرض للتنمر، وأصبح لاحقًا صديق آبي
- كلوي غرايس موريتز كـ آبي، مصاصة دماء تتظاهر بأنها ابنة توماس، صديقة أوين لاحقًا
- إيلياس كوتياس كـ محققًا يحقق في جرائم القتل التي تسبب فيها آبي
- كارا بوونو كـ أم أوين
- ساشا باريس  كـ فرجينيا، إحدى ضحايا آبي
- ريتشارد جينكينز كـ توماس، رفيق آبي البالغ
- ديلان مينيت كـ كيني، المتنمر الذي يعذب أوين
- ريتشي كوستر كـ السيد زوريتش
- جيمي بينشاك كـ مارك، أحد أصدقاء كيني
- نيكولاي دوريان كـ دونالد، أحد أصدقاء كيني
- كولين موريتز كـ أمين الصندوق
- ديلان كينين كـ دور لاري، صديق فرجينيا
- بريت ديلبونو كـ جيمي، الأخ الأكبر لكيني
- كريس براوننج كـ جاك، أحد ضحايا آبي

## الإنتاج
وفقًا للمنتج التنفيذي لـ هامر فيلمز للإنتاج نايجل سنكلير، بدأ الاهتمام بالمشروع في البداية في منتصف عام 2007، قبل أن يتم عرض فيلم دع الشخص الصحيح يدخل الأصلي للجمهور.
حصلت شركة هامر فيلمز للإنتاج على حقوق الفيلم باللغة الإنجليزية في وقت لاحق في مهرجان تريبيكا السينمائي لعام 2008، حيث فاز دع الشخص الصحيح يدخل بجائزة "فاورندرز أورد" لأفضل فيلم روائي، وسرعان ما تم تقديم مات ريفز كمخرج. شارك كل من جون نوردلينج وكارل موليندر، المنتجان السويديان للفيلم الأصلي، كمنتجين للتكيف. طُلب من توماس ألفريدسون، مخرج الفيلم السويدي، في البداية إخراج النسخة الجديدة، لكنه رفضها قائلاً: "أنا أكبر من أن أصنع نفس الفيلم مرتين ولدي قصص أخرى أريد سردها". أشار سيمون أوكس، منتج هامر فيلمز في البداية، إلى الفيلم بعبارة "إذا كنت تسميها طبعة جديدة مخلصة، أعتقد أن هذا صحيح لقولك إن هذا ما هو عليه. إنه ليس إعادة تخيل. نفس الإيقاعات [موجودة]، ربما تكون المخاوف أكثر رعباً قليلاً. "  قال لاحقًا، "أسميها نسخته [ريفز]. أنا لا أسميها طبعة جديدة له أو إعادة تخيله لها ". انتقد توماس ألفريدسون قرار تعديل الفيلم الجديد. وقد صرح في مناسبات عديدة أنه لا يؤيد إعادة صناعة فيلمه. "إذا كان على المرء أن يعيد إنتاج فيلم، فذلك لأن الأصل سيء  قالت المنتجة دونا جيجليوتي، "نحن معجبون بشكل لا يصدق بالأصل، ولكن بصراحة معك، حققت هذه الصورة 2 دولارمليون. ليس الأمر وكأننا نعيد تشكيل لورنس العرب ". أوضح المنتج سيمون أوكس أن حبكة دع الشخص الصحيح يدخل ستشبه إلى حد كبير حبكة الفيلم الأصلي، باستثناء أنه سيكون "في متناول جمهور أوسع". من ناحية أخرى، يقول الكاتب جون أجفيدي ليندكفيست إن ريفز أخبره أنه "سوف يصنع فيلمًا جديدًا يعتمد على الكتاب، ولن يعيد إنتاج الفيلم السويدي" وهكذا "سيكون شيئًا مختلفًا تمامًا، ولكنه سيحدث من الممتع حقًا رؤيتها ". أعرب ريفز عن نيته في الاحتفاظ بالكتاب في أوائل الثمانينيات وإعجابه بالكتاب وتكييف ألفريدسون. "إنه فيلم رائع وكتاب رائع. أعتقد أنه يمكن أن يكون فيلمًا مؤثرًا ومؤثرًا ومرعبًا حقًا أنا متحمس حقًا لما يمكن أن يكون "، قال  رداً على الانتقادات، قال "يمكنني أن أفهم بسبب حب الناس للفيلم [الأصلي] أن هناك هذا التشاؤم الذي سأدخله وألقي به في القمامة، في حين أنني في الحقيقة لا أملك شيئًا سوى احترام الفيلم. أنا منجذبة جدًا إليها لأسباب شخصية وليست متعلقة بالمرتزقة. آمل أن يمنحنا الناس فرصة ". عندما تم الاتصال بريفز في البداية، كان في البداية ضد الفكرة ولكن بعد قراءة الرواية اكتسب تقديرًا أفضل للقصة.

## الكتابة
في تعديل الفيلم، تم إجراء بعض التعديلات، مثل تغيير أسماء أبطال الفيلم إلى أوين وآبي،  ونقل المكان من ضاحية بلاكبيرج في ستوكهولم إلى "بلدة صغيرة في نيو مكسيكو ". كما طُلب من ريفز تغيير أعمار الشخصيات الرئيسية، لكنه رفض، قائلاً إن ذلك "سيدمر جوهر القصة ويغير كل شيء تمامًا... نحن بحاجة إلى تلك البراءة الطفولية". كما أخبر ممثليه بعدم مشاهدة الفيلم الأصلي مسبقًا حتى "يمكننا أن نصنع نسختنا الخاصة ولكننا نبقى صادقين جدًا مع جوهر القصة." أشار صانعو الفيلم إلى أنهم "ينوون تشكيل هوية فريدة لـ دع الشخص الصحيح يدخل، ووضعها بقوة في سياق أمريكي، مع احترام الأصل في نفس الوقت. بمقارنة تكيفه مع السويدي، اعترف ريفز بعدم إضافة تفاصيل كثيرة مختلفة من الكتاب لم تكن موجودة في الفيلم الأصلي، مشيرًا إلى أن "القصة كانت كبيرة جدًا لدرجة أنه لا يمكنك حقًا إضافة الكثير من الأشياء بدونها أزلنا بؤرة تركيز قصة سن الرشد، لذا حاولت الحصول على تلميحات ومراجع لأشياء في الكتاب ". اعترف ريفز أيضًا باستعارته عناصر من الفيلم السويدي، قائلاً: "هناك أشياء تكيفت مع ليندكفيست ببراعة في الفيلم واستعرتها لأنني اعتقدت أنه قام بعمل تكيف رائع. لكن هناك بعض الأشياء التي نأمل ألا تنتقص من سياق القصة وتناسبها. إنه مزيج من التفاصيل من الكتاب والفيلم الأصلي والأشياء التي نشأت عن تكييفه. " في تكييف القصة للجماهير الأمريكية، ذكر ريفز أن الاحتفاظ بفترة الثمانينيات داخل الفيلم كان أمرًا بالغ الأهمية في استكشاف موضوع الخير والشر. لقد استخدم " خطاب إمبراطورية الشر " لرونالد ريغان كمثال للفكر الأمريكي خلال تلك الفترة. صرح ريفز، "كانت فكرة خطاب ريغان عن" إمبراطورية الشر "وهذا النوع من المدرسة الفكرية هو أن الشر كان شيئًا خارجنا. كان الشر "آخر"، كان هناك، كان السوفييت ". شعر ريفز أن هذه الفكرة كانت مركزية بالنسبة للشخصية الرئيسية أوين، لأنه "كان سيصارع هذه المشاعر المظلمة للغاية ولكن في نوع من المدن الأمريكية حيث كان هناك هذا النوع من عقلية ريغان والتدين. كيف تناسبك؟ ما هو شعورك حيال كونك مرتبكًا وعمرك 12 أو 13 عامًا ولا تعرف ماذا يعني أنك تتمنى أن تقتل هؤلاء الأطفال الذين كانوا يرهبونك كل يوم؟ إنسانية ذلك. " 

## التصوير
بدأ التصوير الرئيسي في البوكيرك، نيو مكسيكو في 2 نوفمبر 2009. تم التصوير في عدة مواقع مختلفة في نيو مكسيكو، قبل أن ينتهي في البوكيرك في يناير 2010. تم تصوير جزء كبير من الفيلم في مدرسة لوس الاموس الثانوية في لوس ألاموس، نيو مكسيكو. منحت مقاطعة لوس ألاموس طلبًا خاصًا من مخرج الفيلم والمنتج لتسمية المدينة في فيلم «لوس ألاموس، نيو مكسيكو». أعار قسم الشرطة المحلية لطاقم الفيلم زيًا على طراز الثمانينيات وسيارات دورية لاستخدامها في الفيلم وتم اختيار أكثر من 100 مراهق محلي كإضافات. شعر ريفز أن قصة ليندكفيست كانت طبيعية للغاية وأراد تصوير الفيلم بنفس الطريقة. بعد مشاهدة النجم الساطع، قام بتعيين جريج فريزر كمصور سينمائي لأنه أعجب بعمل فريزر بالضوء الطبيعي على الفيلم. قبل وقت قصير من التصوير، سعى ريفز للحصول على المشورة من ستيفن سبيلبرغ لتوجيه الممثلين الأطفال. أوعز سبيلبرغ إلى ريفز بأن يحتفظ كل منهما بمذكرات شخصية بقصد مشاركة ما كتبوه فيها مع ريفز صرح ريفز، «لقد كانت عملية محاولة، ليس فقط إرشادهم، ولكن في بعض الأماكن، محاولة السماح لهم بإرشادي نحو وجهة نظرهم. كان ذلك مهمًا».

## مؤثرات بصرية
تم التعاقد مع شركة ميثود ستوديو للتعامل مع أعمال المؤثرات البصرية للفيلم. عمل المشرف على الاستوديو شون فادن جنبًا إلى جنب مع مشرف المؤثرات البصرية للفيلم براد باركر طوال فترة الإنتاج. أثبتت العديد من مشاهد الفيلم أنها تمثل تحديًا للفريق. أراد المخرج ريفز أن يظهر تسلسل «حادث السيارة» كما لو تم تصويره بدون تقطيع في منظور الشخص الأول. تم إطلاق العديد من اللوحات باستخدام أولها الذي يتضمن الممثل جينكينز دعم السيارة للخروج من محطة الوقود والانحراف، أما اللقطة الثانية فقد اشتملت على نموذج للسيارة قابل للدوران ميكانيكيًا على «شواية» أمام شاشة زرقاء يمكن أن تحاكي تتدحرج السيارة أسفل التل. تم وضع لعبة جنكينز المزدوجة ولعبة في السيارة حيث تم لف المشواة مع تأثيرات إضافية تستخدم لتحريك الدمية أثناء تدحرج السيارة. ثم تم دمج اللقطتين لخداع المشاهد حتى يعتقد أنها لقطة واحدة كاملة. تم استخدام برنامج هوديني (برمجية) في الكثير من لقطات الفيلم التي تضمنت آبي في شكل مصاص دماء. أشارت فادن إلى التقنيات المستخدمة في لقطة صعبة أخرى مهمة لشخصية آبي والتي تبدأ فيها بالنزيف عندما تدخل شقة أوين دون دعوة. وقال فادن: «في مثل هذا المشهد، عادة ما يتم إطلاق النار على الشخصية وهي ترتدي دماء، ولكن في هذه الحالة، كان توقيت النزيف يعتمد إلى حد كبير على الضربات العاطفية للمشهد لدرجة أن هذه التقنية لم تكن لتسمح لنا بالسيطرة الكافية». تم إطلاق النار على الممثلة كلوي غرايس موريتز لأول مرة باستخدام أقل قدر ممكن من الدم الاصطناعي على وجهها للرجوع إليها. ثم باستخدام التقنيات المستخدمة في فيلم استديوهات ميثود سابقاً، كابوس في شارع إلم، قامت فادن بتتبع حركات اهتزاز موريتز في برنامج هوديني وجعلها تتسرب تدريجياً من الدم من وجهها.

## الإطلاق
أُعلن في 17 أغسطس 2010، أن فيلم دعني ادخل سيُعرض لأول مرة عالميًا في مهرجان تورونتو السينمائي الدولي في 13 سبتمبر 2010،  والعرض الأول في الولايات المتحدة في ليلة افتتاح فانتاستيك فيست في 23 سبتمبر 2010. أصدرت أفلام مقدمة مواد ترويجية موضوعة في أكياس بلاستيكية صغيرة للأدلة.

## الاستقبال
بميزانية تقدر بـ 20 دولارًا مليون، تم إصدار الفيلم في 1 أكتوبر 2010، في أمريكا الشمالية  الافتتاح في رقم 8 في أول عطلة نهاية الأسبوع مع ما يقدر بنحو 5.1 دولار مليون في 2020 مسرح. بدأ الإصدار الدولي للفيلم في 6 أكتوبر في الأسواق الأوروبية وتبع ذلك الأسواق الأخرى. خلال العرض المسرحي الذي دام عشرة أسابيع للفيلم، حقق دع الشخص الصحيح يدخل أكثر من 24 دولارًامليون دولار في جميع أنحاء العالم، 12.1 دولار مليون منها من الولايات المتحدة وكندا. كان الفيلم في المرتبة الخامسة بين أقل عشرة إصدارات ربحًا لعام 2010 من الاستوديوهات الكبرى (تم إصدار الأفلام في أكثر من 1500 مسرح.

## الوسائط المنزلية
تم إصدار دع الشخص الصحيح يدخل على دي في دي وبلو راي في أمريكا الشمالية في 1 فبراير 2011، وفي المملكة المتحدة في 14 مارس 2011. يحتوي القرص على تعليق صوتي مع المخرج ريفز، وميزة مدتها 17 دقيقة حول صناعة الفيلم، وهي قصيرة تركز على فن المؤثرات الخاصة، وفيديو متعمق حول عملية صنع مشهد تحطم السيارة الفريد في الفيلم وثلاثة مشاهد محذوفة ومقاطع دعائية وملصقات ونسخة رقمية من الفيلم. يحتوي بلو راي على ميزة حصرية بعنوان «تشريح اسمحوا لي بالدخول». يأتي كل من قرصي دي في دي وبلو راي مع نسخة محدودة الإصدار من اسمحوا لي بالدخول: مفترق طرق كوميك بوك. اعتبارًا من أبريل 2011، بلغ إجمالي مبيعات أقراص دي في دي (لا تشمل بلو راي) أكثر من 457000 وحدة مباعة بأكثر من 6.2 دولارمليون في الإيرادات.

## وصلات خارجية
- مقالات تستعمل روابط فنية بلا صلة مع ويكي بيانات